# لجنة مراقبة البيانات
لجنة مراقبة البيانات (بالإنجليزية: Data monitoring committee)‏ لجنة مراجعة والتحقيق من البيانات
هي اللجنة وتسمى لجنة مراقبة وحماية البيانات، وهي مجموعه من الناس المحترفين عملهم هو التحقق من بيانات المرضى وأمانته، والتحقق من صحية العلاج اثناء التجارب.

## اهتمامات السلامة
الاحتياجات معظم التجارب السريرية تسمى عمئ ومعناها انه يمنع ايا أحد من معرفة أي شيء عن العلاج المعطى للمرضى المشتركين بالتجربة والسر يكون مخبئ حتى عن المريض، والطبيب الذي يعالج المريض وايضآ الشركة أو البرنامج الا المسؤول عن التجربة .
ويتم الكشف عن النتائج بعدالانتهاء من التجربة وتكون جميع البيانات مكتوبة والتجارب السريرية ممكن ان تكون تجرب اشياء غير معروفة وعمليات مجهولة وممكن ان تأخذ وقتآ طويلآ مثل السنين .

## الفائدة الساحقة

### العبث
ويوجد مخاوف وقلق على المرضى المشاركين بانه يمكن ان يجرب عليهم علاجات غير واقعيه وصحية ومن اجل ذالك الإشراف على النتائج والمحافظة على البيانات مهم جدآ DMC:هو مجموعه مكونة من ثلاثة لسبع أشخاص مستقله عن الجميع اثناء العمل على هذه التجربة .
على الأقل واحد من هؤلاء الأشخاص يكون احصائي الذي يكتب كل الإحصاء وبحسب النتائج طبيب متعلم ومسؤول عن المرضى الذي يجرب عليهم
وطبيب متعلم عن التخصص بالأمان والأعراض الجانبية ويجب ان يكون هناك شخص مثل المحامي حتى للدفاع عن المرضى وحتى يضمن حقوق المريض وفعالية العلاج ويمكن ان يكون مجموعة أشخاص للبحث يدخل الأشخاص الغير قادرين على الدفاع عن أنفسهم
DMCتعتمد على فترات محددة من قبل (تعتمد على نوع الدراسة )
وهناك ثلاثة أسباب تجعل أعضاء DMCان يلغو التجربة :الأمان وفائدة خارجيه والتجارب التي لا يوجد منها أمل
وهنا الأسباب بتفصيل
```
الأمان :أهم شئ عن الأعضاء هو حماية المريض، اءذا حدث شيء خارج عن الاتفاقية أو خطر على حياة المريض .
```

والأعضاء يضطرون إلى إلغاء التجربة لحماية خصوصية المريض المشارك وهكذا قرار يجيب ان يكون مقرر بالتدقيق على الخطر الذي يمكن ان يحصل في بعض الحالات يمكن ان بأثر العلاج على المريض سلبيآ (الكيماوي على سبيل المثال)والسبب الآخر
الذي يمكن ان يتسبب بوقف التجربة وهو الفوائد الكبيرة أو الخارجية مع الأسف إذا التجربة المتحكمة ممكن ان تعلو على أساس DMC ممكن ان يقرر إلغاء التجربة وهذا يسمح للشركة المسؤولة عن التجربة ان تحضر موافقه على عرض النتائج للمرضى، لكن يوجد بعض التحذيرات والإحصائيات يجبنا تكون عاليه وممكن ان تستطيع إكمال التجربة بحالة انه تعرض انك تستطيع جمع البيانات أكثر عن امن المريض المشترك بالتجربة .
وآخر سبب هو قطع الأمل :الاستسلام لا علاقة له بالأسباب السابقة الا وهو الأمان والفوائد لأكن يمكن انتكون من أكثر الأسباب التي يتوقف العلاج مثال، تخيل تجربة نصف منتهية لانك جميع الأعضاء والمجربين لديهم نفس البيانات ولا يوجد تقدم فالجميع يقرر التوقف عن التجربة وصعب التكملة
الشركة المسؤول ممكن تحافظ على مال التجارب ومواضيع أخرى ف تتوقف التجربة الحالية والمشاركين بتجربه ينتقلوا.